# Superman: World of New Krypton
Superman: World of New Krypton — ограниченная серия комиксов, состоящая из 12 выпусков, которую в 2009—2010 годах издавала компания DC Comics.

## Синопсис
События происходят после кроссовера Superman: New Krypton, в котором Кал-Эл спас криптонианцев и их город Кандор от инопланетянина Брейниака. Проведя время на Земле, криптонианцы поднимают город в космос, где формируют планету Новый Криптон в Солнечной системе Земли.

### Выпуски
| №  | Дата выхода     | Оценка на Comic Book Roundup    | Предполагаемый объём продаж (первый месяц) |
| -- | --------------- | ------------------------------- | ------------------------------------------ |
| 1  | 4 марта 2009    | 8,3 из 10 на основе 7 рецензий  | 50 043, позиция в Северной Америке — 22    |
| 2  | 8 апреля 2009   | 7,8 из 10 на основе 10 рецензий | 44 876, позиция в Северной Америке — 40    |
| 3  | 6 мая 2009      | 8,7 из 10 на основе 7 рецензий  | 42 153, позиция в Северной Америке — 34    |
| 4  | 3 июня 2009     | 6,3 из 10 на основе 6 рецензий  | 41 604, позиция в Северной Америке — 43    |
| 5  | 8 июля 2009     | 8,6 из 10 на основе 5 рецензий  | 39 912, позиция в Северной Америке — 48    |
| 6  | 5 августа 2009  | 8,3 из 10 на основе 3 рецензий  | 39 177, позиция в Северной Америке — 49    |
| 7  | 9 сентября 2009 | 8,8 из 10 на основе 2 рецензий  | 37 665, позиция в Северной Америке — 57    |
| 8  | 7 октября 2009  | 8 из 10 на основе 5 рецензий    | 36 650, позиция в Северной Америке — 53    |
| 9  | 4 ноября 2009   | 6,8 из 10 на основе 4 рецензий  | 35 270, позиция в Северной Америке — 51    |
| 10 | 2 декабря 2009  | 8,1 из 10 на основе 3 рецензий  | 33 868, позиция в Северной Америке — 58    |
| 11 | 6 января 2010   | 6,6 из 10 на основе 5 рецензий  | 32 728, позиция в Северной Америке — 56    |
| 12 | 3 февраля 2010  | 5,1 из 10 на основе 6 рецензий  | 32 407, позиция в Северной Америке — 50    |

### Сборники
| Название                     | Тип              | Дата выхода    | Собранный материал | Кол-во страниц | ISBN                      | Предполагаемый объём продаж (первый месяц) |
| ---------------------------- | ---------------- | -------------- | --- | -------------- | ------------------------- | ------------------------------------------ |
| Superman: New Krypton Vol. 3 | Твёрдый переплёт | 10 марта 2010  | World of New Krypton #1-5, Action Comics Annual #10                                                                        | 139            | н/д                       | 1 839, позиция в Северной Америке — 33     |
| Superman: New Krypton Vol. 3 | Мягкая обложка   | 16 марта 2011  | World of New Krypton #1-5, Action Comics Annual #10                                                                        | 139            | 9781401251956, 1401251951 | 1 800, позиция в Северной Америке — 29     |
| Superman: Codename Patriot   | Твёрдый переплёт | 21 апреля 2010 | Superman’s Pal Jimmy Olsen Special #2, Superman #691, Supergirl #44, Action Comics #880, Superman: World of New Krypton #6 | 144            | 9781401226589, 1401226582 | 1 026, позиция в Северной Америке — 102    |
| Superman: Codename Patriot   | Мягкая обложка   | 13 апреля 2011 | Superman’s Pal Jimmy Olsen Special #2, Superman #691, Supergirl #44, Action Comics #880, Superman: World of New Krypton #6 | 144            | 9781401226572, 1401226574 | 1 396, позиция в Северной Америке — 45     |
| Superman: New Krypton Vol. 4 | Твёрдый переплёт | 2 июня 2010    | World of New Krypton #6-12                                                                                                 | 169            | 9781401227746, 1401227740 | 1 741, позиция в Северной Америке — 56     |
| Superman: New Krypton Vol. 4 | Мягкая обложка   | 1 июня 2011    | World of New Krypton #6-12                                                                                                 | 169            | 9781401227753, 1401227759 | 1 790, позиция в Северной Америке — 39     |

## Отзывы
На сайте Comic Book Roundup серия имеет оценку 7,4 из 10 на основе 63 рецензий. Дэн Филлипс из IGN дал первому выпуску 7,3 балла из 10 и посчитал, что сценаристы справляются «с задачей построения мира Нового Криптона и его культуры», но отметил, что у художника с этим проблемы. Дуг Завиша из Comic Book Resources напротив, похвалил художника за его работу.